# Zemský okres Uelzen
Zemský okres Uelzen (německy Landkreis Uelzen) je zemský okres v německé spolkové zemi Dolní Sasko. Sídlem správy zemského okresu je město Uelzen. Má přibližně 93 tisíc obyvatel. 

## Města a obce
Města:
1. Bad Bevensen
2. Uelzen

Obce:
1. Altenmedingen
2. Bad Bodenteich
3. Barum
4. Bienenbüttel
5. Ebstorf
6. Eimke
7. Emmendorf
8. Gerdau
9. Hanstedt
10. Himbergen
11. Jelmstorf
12. Lüder
13. Natendorf
14. Oetzen
15. Rätzlingen
16. Römstedt
17. Rosche
18. Schwienau
19. Soltendieck
20. Stoetze
21. Suderburg
22. Suhlendorf
23. Weste
24. Wrestedt
25. Wriedel